# Powstanie na Malcie (1798)
Powstanie na Malcie w 1798 roku – bunt mieszkańców wysp Malta i Gozo przeciwko francuskiej okupacji, skutkujący brytyjskim oblężeniem Malty pomiędzy rokiem 1798 a 1800.

## Tło
W czerwcu 1798 sukcesem zakończyła się francuska inwazja na wyspy maltańskie, kładąc kres rządom joannitów. Chociaż Valletta była wystarczająco silna, aby wytrzymać długie oblężenie, francuski przywódca Napoleon Bonaparte wynegocjował z wielkim mistrzem Ferdinandem von Hompeschem kapitulację. W zamian za posiadłości we Francji i rekompensaty pieniężne dla siebie oraz rycerzy zakonu, Hompesch zgodził się oddać Maltę Francuzom wraz z wszystkimi bogactwami.
Inwazja na wyspy maltańskie była częścią śródziemnomorskiej kampanii francuskich wojen okresu rewolucji. Napoleon Bonaparte pozostawił na Malcie garnizon liczący trzy tysiące ludzi, pod dowództwem Claude’a-Henri Belgranda de Vaubois, a sam z resztą ekspedycji wypłynął 19 czerwca na wschód, w kierunku Aleksandrii.
Na Malcie Francuzi niespodziewanie rozwiązali Kościół katolicki oraz wszystkie instytucje Zakonu Maltańskiego. Dobra kościelne zostały złupione i zajęte, aby opłacić ekspedycję do Egiptu. Działania te wywołały niezadowolenie wśród głęboko wierzącego, katolickiego społeczeństwa Malty. Pojawiły się również problemy natury ekonomicznej, przez co rząd francuski zaprzestał wszelkich wypłat oraz rozpoczął wywóz złota i srebra z banków oraz innego cennego majątku, należącego wcześniej do Zakonu.
Kiedy francuska flota śródziemnomorska została 1 sierpnia 1798 roku zniszczona w bitwie pod Abukirem, brytyjska Royal Navy rozpoczęła przygotowania do przyszłej blokady Malty, licząc na pomoc ludności obu wysp, coraz bardziej niezadowolonej z francuskiej okupacji.

## Przyczyny wybuchu powstania
W październiku 1798 roku Jean de Bosredon de Ransijat – przewodniczący Francuskiej Komisji Rządowej na Malcie – przeanalizował przyczyny powstania maltańskiego i opublikował swoje ustalenia w dzienniku wojennym z 1801 roku Journal du Siége et Blocus de Malte. Wskazał główne powody wybuchu powstania przeciwko francuskiej okupacji:
- Katastrofalna polityka religijna Francji - Maltańczycy pomimo początkowej euforii wobec przejęcia kontroli nad ich krajem przez Francję, diametralnie zmienili nastawienie wobec okupantów po tym, gdy Francuzi dopuścili się splądrowania kościoła konwentualnego św. Jana w Valletcie. Wkrótce doszło do podobnych zdarzeń w innych świątyniach. Niezadowolenie Maltańczyków wzrosło jeszcze bardziej po tym, gdy "większość srebra w katedrze w Città Vecchia [Mdinie] została wywłaszczona i zamieniona na monety w celu uregulowania wynagrodzeń garnizonu", co "było wielką obrazą dla Maltańczyków". Od tego momentu wielu z nich, zwłaszcza mieszkańcy wsi, było przekonanych, że "my [tj. Francuzi] zrobimy to samo ze wszystkimi innymi kościołami na wyspie".

- Wbrew wcześniejszym obietnicom, mieszkańcom Malty nigdy nie wypłacono rekompensaty za szkody poniesione w czasie walk pomiędzy Francuzami a Zakonem św. Jana.

- Maltańczycy, którzy zostali wcieleni do francuskiej armii, zmierzającej do Egiptu, nie otrzymali pełnego żołdu. Część z nich wróciła przedwcześnie do kraju.

- Francuzi wstrzymali spłatę na rzecz mieszkańców Malty odsetek od pożyczek zaciągniętych przez joannitów i nie spłacili w ich imieniu pozostałych zaległych długów.

- Wstrzymano wypłacanie emerytur mieszkańcom, którzy wcześniej otrzymywali je od Zakonu Maltańskiego.

- Zaprzestano codziennego rozdawania chleba ubogim.

- Stopa procentowa powyżej 20 scudi udzielonych przez Monte di Pietà została powiększona o prawie 50 procent.

- Umowy najmu udzielone na okres dla trzech kolejnych pokoleń zostały zmienione na czas określony wynoszący 100 lat. Wielu Maltańczyków z dnia na dzień wylądowało na bruku.

- Mieszkańcy byli zirytowani komfortowym kwaterowaniem oficerów i oburzeni podatkami pobieranymi za budowę koszar.

- Francuska marynarka wojenna nie posiadała środków niezbędnych do utrzymania siły roboczej. W efekcie nastąpiły zwolnienia większości personelu maltańskiego, a pozostałym nie zapłacono za wykonaną pracę. W rezultacie nie było wystarczającej liczby marynarzy, aby obsadzić okręt wojenny i fregatę wywłaszczoną Zakonowi Maltańskiemu.

- Krótko po przybyciu Francuzów  na wyspy maltańskie, Sycylia objęła Maltę kwarantanną, w związku z czym Maltańczycy nie mogli ani pozyskać zaopatrzenia, ani eksportować bawełny do Hiszpanii, co pogłębiło nędzę "wielu maltańskich kobiet, które w dużym stopniu były zależne od dochodów z przędzenia bawełny".

## Przebieg powstania

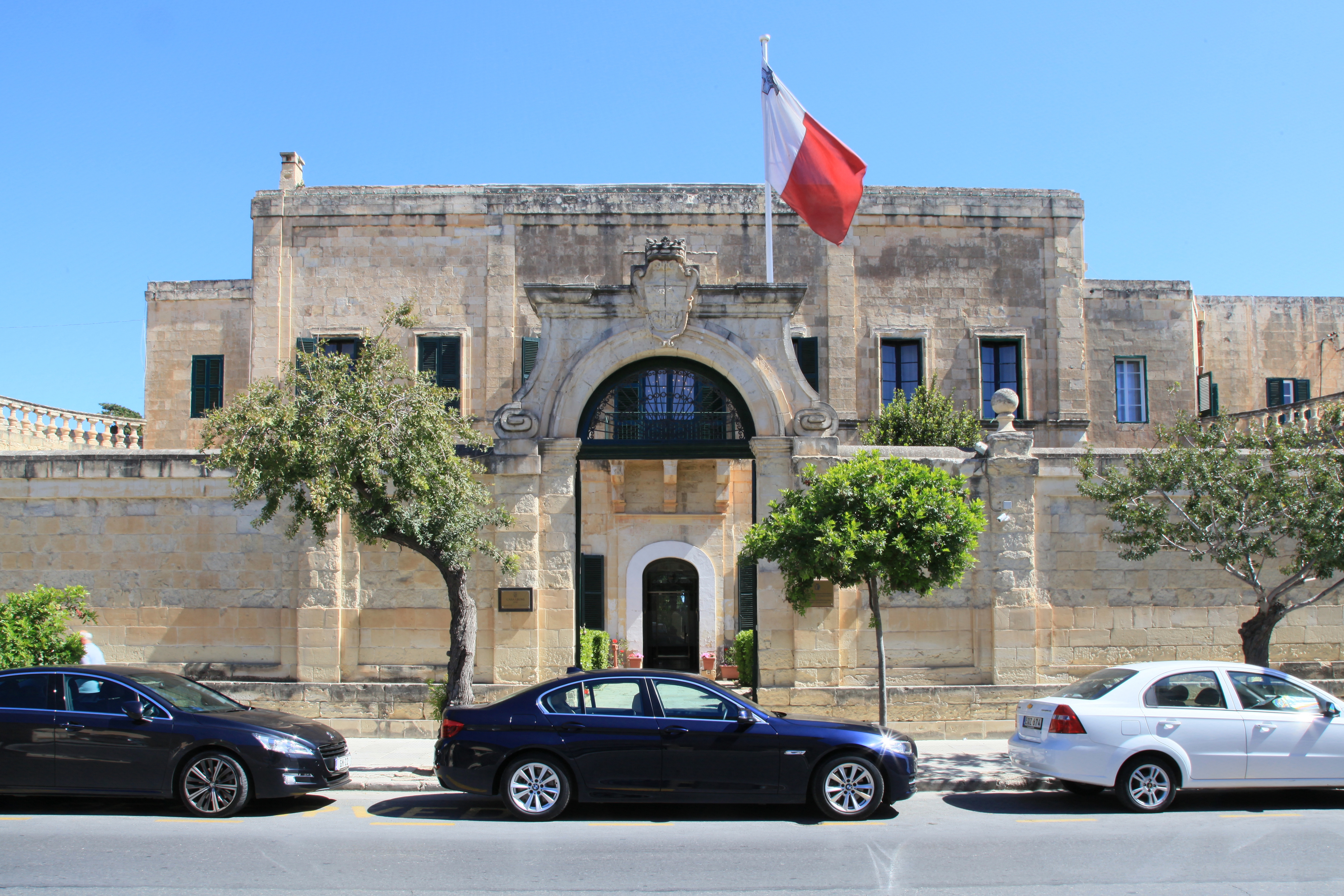
Casa Leoni, kwatera główna dowództwa powstańców maltańskich

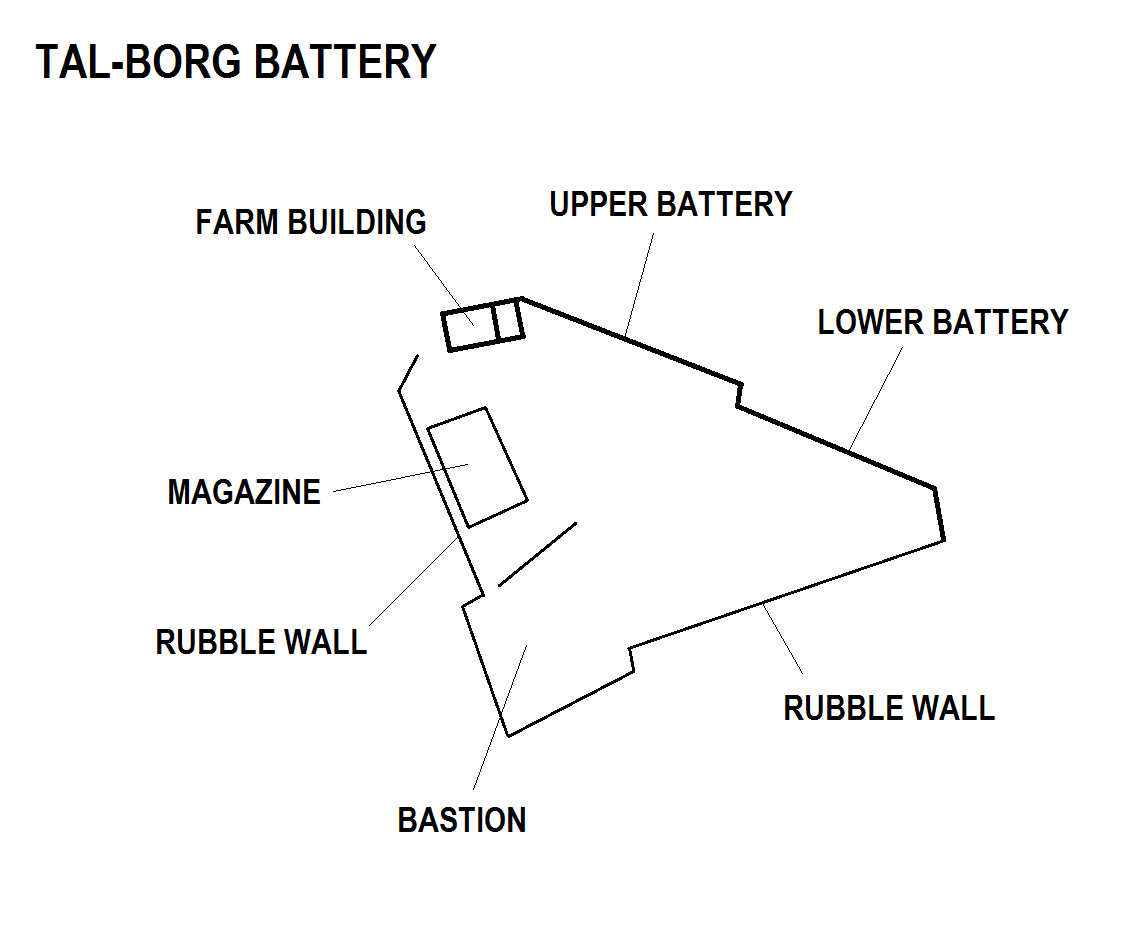
Mapa Baterii Tal-Borg, jednej z baterii zbudowanych przez Maltańczyków do ostrzeliwania francuskich pozycji i powstrzymywania ewentualnych kontrataków

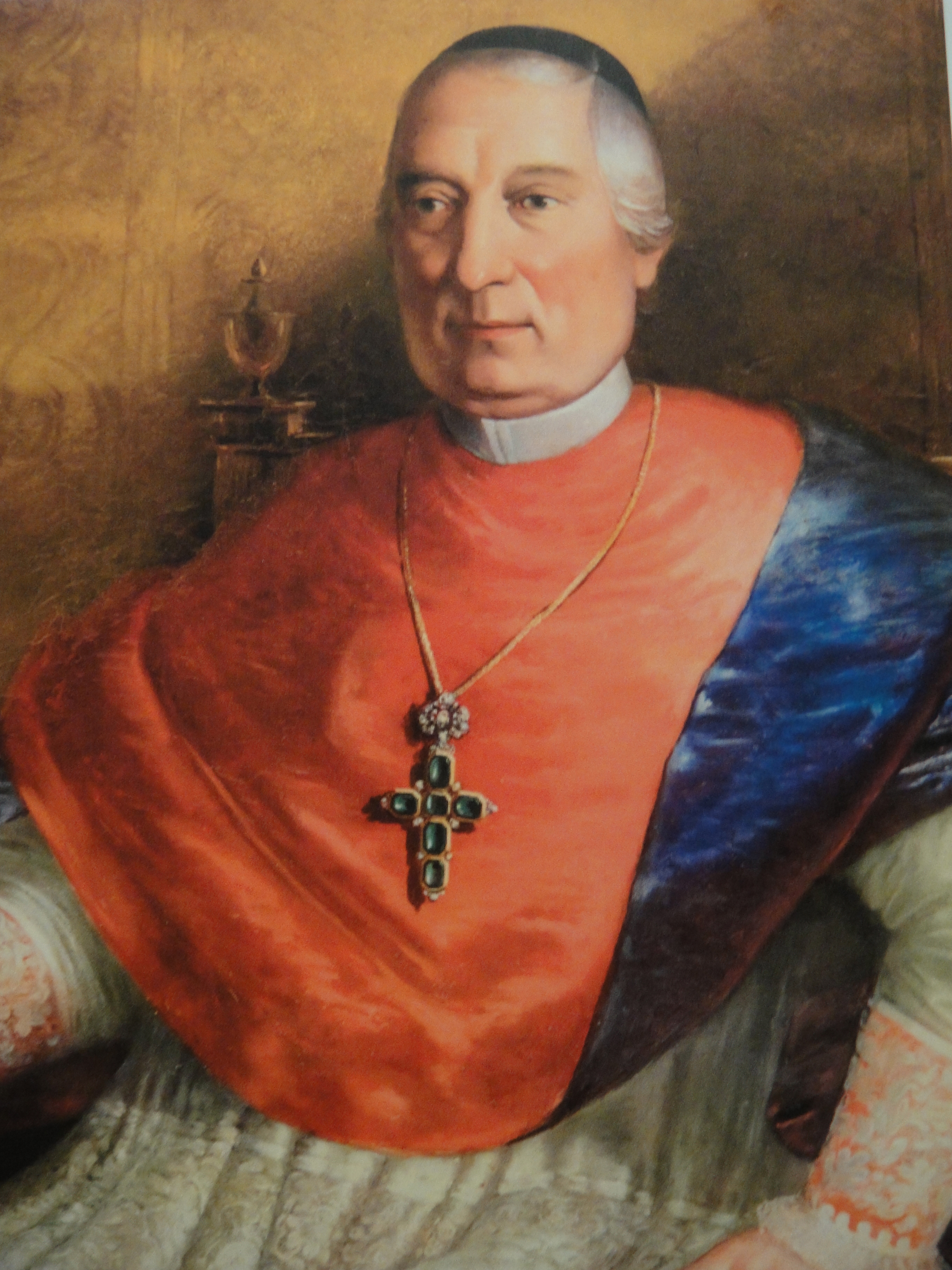
Kanonik Francesco Saverio Caruana, jeden z liderów powstańców maltańskich. Został później biskupem Malty

W niedzielę 2 września 1798 roku Francuzi próbowali splądrować Kościół Matki Bożej z Góry Karmel w Mdinie po bezskutecznej próbie sprzedaży majątku Braci Mniejszych w Rabacie. Tłum wydawał się zadowolony, że przeszkodził w sprzedaży i ucichł, lecz znaczna liczba mężczyzn z Żebbuġ i Siġġiewi w dalszym ciągu siała kłopoty. Maltańczycy domagali się wcielenia kraju do Królestwa Sycylii.
Francuski dowódca, kapitan Lazare Masson próbował rozproszyć tłum poprzez zastraszenie, ale został brutalnie zabity, gdy tłum wyrzucił go na ulicę z balkonu domu notariusza Pietro Antonio Bezziny, w którym ukrywał się przed narastającym tłumem. Następnie garnizon francuski zamknął bramy Mdiny. Maltańczycy chwycili całą broń, jaką tylko mogli, ale początkowe ataki na miasto nie powiodły się.
Wieść o powstaniu na wyspie Malcie się szybko rozniosła i 3 września mieszkańcy drugiej maltańskiej wyspy Gozo również wywołali rewoltę.

### Powstanie na wyspie Malta
Liczba mieszkańców Malty, przyłączających się powstania rosła bardzo szybko. Ruch oporu był coraz lepiej zorganizowany. Notariusz Saverio Zarb z Attard stanął na czele grupy, która zajęła małą zbrojownię w Pałacu San Anton i wysłał ludzi, aby pilnowali drogi San Giuseppe, łączącej Vallettę i Mdinę. Zdobyto także inną małą zbrojownię w Żebbuġ.
Następnego dnia, w poniedziałek 3 września 1798 roku szturm na Mdinę zakończył się sukcesem, a garnizon francuski został bezlitośnie zmasakrowany. Kontrofensywne działania ze strony Francuzów zakończyły się niepowodzeniem. W ciągu pierwszych dwóch dni rewolty w szeregach powstańców życie straciło sześciu mężczyzn.
W ciągu kilku dni od wybuchu powstania, tysiące maltańskich partyzantów zepchnęło francuski garnizon do Valletty i na teren portu. Stolica Malty została otoczona przez około 10 tys. powstańców pod wodzą Emmanuela Vitale i kanonika Francesco Caruany, lecz forteca była za mocna do zdobycia przez siły nieregularne. Maltańczycy byli uzbrojeni w 23 działa i niewielką eskadrę kanonierek przybrzeżnych. Ostatecznie powstańcy zbudowali fortyfikacje oblężnicze otaczające port, co umożliwiło im prowadzenia bombardowań celów wroga.

### Powstanie na wyspie Gozo
Równolegle z wydarzeniami, które miały miejsce na Malcie, 3 września 1798 powstańcy na wyspie Gozo błyskawicznie zajęli przybrzeżne wieże i fortyfikacje, w tym baterie w Ramla i Marsalforn wraz z wieżami w Qolla l-Bajda, Xlendi, Dwejra, Ras il-Qala, Mġarr ix-Xini i na sąsiedniej wyspie Comino. Francuzi nadal okupowali Cytadelę Rabat, Fort Chambray i Wieżę Garzes. Aż do następnego dnia rząd francuski w Valletcie wciąż nie był świadomy powstania w Gozo, na co wskazuje list napisany przez Francuską Komisję Rządową do władz wyspy Gozo.
Z trzech twierdz początkowo zajmowanych przez Francuzów po wybuchu rewolty, Wieża Garzes – wraz z jej siedmioma działami – została zdobyta przez powstańców w ciągu kilku dni przez batalion Xewkija, dowodzony przez Francesco Zammita wspomaganego przez Antonio Mallię ze swoimi ludźmi. Natomiast Fort Chambray ciągle był skutecznie broniony przez Francuzów. 8 września generał Vaubois próbował wysłać posiłki z Malty i uzyskać informacje o sytuacji na Gozo, ale jedyną wiadomością, jaką uzyskał, było to, że francuska flaga powiewa jedynie nad Cytadelą i Fortem Chambray.
Francuzom nie byli w stanie zbyt długo skutecznie kontrolować Fortu Chambray, dlatego też w nocy z 16 na 17 września udało im się ewakuować 60-osobowy garnizon. Od tego czasu pod kontrolą żołnierzy francuskich pozostawała jedynie Cytadela. 217-osobowy francuski garnizon miał do dyspozycji 36 dział, 6800 funtów prochu i 11 400 nabojów. Oblężonym żołnierzom brakowało żywności, posiadali jedynie większe zapasy kukurydzy, której nie można było przerobić na mąkę. Francuzi odmówili poddania się, przez co musieli zmierzyć się z coraz większym głodem. 
18 września archiprezbiter i proboszcz kościoła w Rabacie, Saverio Cassar został wybrany na przywódcę powstania. Jego zastępcą został prawnik Fortunato Spiteri, pełniący rolę sekretarza. Kwatera główna powstańców została założona w Banca Giuratale (dziś siedziba Victoria Local Council – Rady Miejskiej w Victorii). Błyskawicznie wyznaczono lokalnych komendantów, którzy byli odpowiedzialni za koordynowanie działań powstańców w celu wypędzenie Francuzów z cytadeli. Stworzono również stałe punkty kontroli w przybrzeżnych wieżach i fortyfikacjach, aby uniemożliwić oblężonym żołnierzom francuskim otrzymanie posiłków z Malty. Główne siły powstańcze skierowano na wzgórze Il-Gelmus, z którego rozciągał się widok na okupowaną przez Francuzów Cytadelę.
Saverio Cassar podjął szereg działań, mających na celu utrzymanie wysokiego morale wśród powstańców. Większość z nich porzuciła swoje pola uprawne, dlatego też niezbędne było zapewnienie im wynagrodzenia, potrzebnego do wyżywienia rodzin. Fundusze zebrano poprzez zbiórki powszechne i nałożenia podatków na zamożnych, w tym na duchownych, którym obiecano zwrot pieniędzy po zakończeniu walk. Zebrane środki zostały rozdzielone pomiędzy dowódców batalionów na zakup produktów pierwszej potrzeby wśród podległych im żołnierzy. 
Część zebranych pieniędzy została rozkradziona, co doprowadziło do napięć wśród powstańców. Niektórych podejrzewano o sympatyzowanie z Francuzami. Do aresztu trafiło wiele osób, w tym w Forcie Chambray przetrzymywano trzech kanoników, którzy wcześniej nieśli posługę w Cytadeli. Na rozkaz Saverio Cassara - prawdopodobnie z osobistych uprzedzeń - aresztowany został również Antonio Mallia, jeden z komendantów Rabatu, którego przetrzymywano w Xagħra, z dala od Xewkija i Sannat, gdzie cieszył się ogromną popularnością.  
Kilka tygodni później brytyjski admirał Horatio Nelson przybył na Gozo i wraz z Saverio Cassarem omówił przyszłe warunki kapitulacji Francji na wyspie. Ostatecznie podjęto negocjacje pomiędzy powstańcami a oblężonymi francuskimi żołnierzami za pośrednictwem Sir Alexandra Balla.

## Wsparcie z zewnątrz
Po wypędzeniu z kraju Rycerzy Zakonu św. Jana, Maltańczycy nadal uznawali króla Neapolu za swojego władcę. Po wybuchu rewolty na wyspach maltańskich, powstańcy wysłali wiadomość na Sycylię i Neapol z prośbą o pomoc. Bezpośrednia pomoc ze strony Królestwa nie była możliwa. Również brytyjski admirał Horatio Nelson poinformował, że jego oddziały nie są w stanie udzielić natychmiastowego wsparcia, gdyż potrzeba czasu na przywrócenie do służby uszkodzonych okrętów w bitwie pod Abukirem. Ostatecznie o pomoc poproszono wojska portugalskie, operujące niedaleko Malty w ramach międzynarodowej koalicji przeciwko armii Napoleona Bonapartego.
19 września 1798 na wyspę Malta do Wielkiego Portu wpłynęła eskadra okrętów portugalskich. W jej skład wchodziły: „Príncipe Real” (90 dział, komandor Puysigur), „Rainha de Portugal” (74; komandor Thomas Stone), „São Sebastião” (74; kmdr Mitchell), „Afonso de Albuquerque” (74; kmdr Donald Campbell), oraz bryg „Falcão” (24; kmdr Duncan). Francuzi nie stawiali oporu, gdyż mieli do dyspozycji na miejscu tylko dwa pancerniki. Kapitanami czterech z portugalskch okrętów byli Brytyjczycy, służącymi pod dowództwem Domingosa Xaviera de Limy, markiza de Nisa. Portugalczycy mieli pod ręką 3000 żołnierzy, z czego 400 na krótki czas wysłano na ląd, aby przeszkolić Maltańczyków z nowoczesnej techniki budowania okopów i innych fortyfikacji.
Niebawem brytyjski okręt HMS „Lion” (kmdr Manley Dixon) oraz brander HMS „Incendiary” (komandor George Baker) dołączyły do eskadry. Po krótkim postoju na Malcie, portugalska eskadra popłynęła do Aleksandrii, jednak admirał Horatio Nelson odesłał jednostki z powrotem na Maltę, aby skutecznie zacieśnić blokadę francuskich oddziałów na Malcie, gdzie przebywały aż do 13 grudnia 1799 roku.
Pod koniec września 1798 brytyjska eskadra (trzynaście uszkodzonych pod Abukirem okrętów) pod dowództwem komandora sir Jamesa Saumareza pojawiła się koło Malty. Ze względu na konieczność napraw jednostek, nie była w stanie uczestniczyć bezpośrednio w blokadzie, niemniej Saumarez spotkał się z przedstawicielami powstańców, którym przekazano 500 muszkietów, a do generała Vaubois ofertę rozejmu w ich imieniu. Francuski dowódca odpowiedział:

Być może zapomniał Pan, że to Francuzi trzymają to miejsce. Los mieszkańców to nie Pana sprawa. Co do ultimatum, francuscy żołnierze nie są przyzwyczajeni do takiego tonu. 

Nie mogąc nakłonić przeciwnika do poddania się, Saumarez wyposażył siły maltańskie w 1200 karabinów, które posłużyły do kontynuacji oblężenia. Pod koniec miesiąca brytyjska eskadra, by nie odwlekać naprawy okrętów, wypłynęła do Gibraltaru.
12 października brytyjskie okręty liniowe HMS „Alexander” (kmdr Alexander Ball), HMS „Culloden” (kmdr Thomas Troubridge) i HMS „Colossus” (kmdr George Murray) dołączyły do jednostek portugalskich, rozpoczynając formalną blokadę. Tego samego dnia Vaubois wprowadził ostatnich swoich żołnierzy, wraz z około setką Maltańczyków, chcących dołączyć do sił francuskich, do ufortyfikowanej Valletty. Garnizon osiągnął liczbę ponad 3000 żołnierzy, ponadto, przynajmniej początkowo, był dobrze zaopatrzony. W porcie stały okręty liniowe „Dégo” i „Athénien” oraz fregata „Carthaginoise”, które poprzednio były okrętami maltańskimi, jak też niedawno przybyłe „Guillaume Tell” i fregaty „Justice” oraz „Diane”, niedobitki spod Abukiru, pod wiceadmirałem de Villeneuve, które przybyły na Maltę z końcem września.
24 października, po 10-dniowym rejsie z Neapolu, admirał Horatio Nelson dołączył, na HMS „Vanguard” w towarzystwie HMS „Minotaur”, do eskadry blokującej Francuzów.

## Problemy powstańców
Wyspy Maltańskie nie były samowystarczalne pod względem żywności i szybko wykarmienie mieszkańców stało się dużym obciążeniem ich zasobów, zwłaszcza z tak dużą ilością ludzi pod bronią. Ferdynand III odmówił powstańcom dostarczenia z Sycylii żywności (głównie kukurydzy) bez zapłaty z góry, dlatego cały trud zapewnienia środków transportu z Włoch spadł na Aleksandra Balla i jego kapitanów.
Na wyspie Gozo powstańcom zaczął doskwierać również brak broni i amunicji, pomimo iż Brytyjczycy pod dowództwem admirała Sir Jamesa Saumareza i Portugalczycy pod dowództwem markiza Domenico Xaviera de Niza dostarczyli im pewną ilość muszkietów i amunicji.
Pod koniec 1798 roku liczba maltańskich żołnierzy na wyspie Malta zmniejszyła się z 10 000 do 1500, wspieranych przez 500 żołnierzy brytyjskiej i portugalskiej piechoty morskiej z eskadry blokującej. Eskadra, składająca się z pięciu brytyjskich i czterech portugalskich okrętów, operowała z Saint Paul’s Bay i Marsa Sirocco na wyspie Malcie.
Alexander Ball został prezydentem Maltese National Congress (Maltańskiego Kongresu Narodowego). Jako łącznik między maltańskimi przywódcami wojskowymi i cywilnymi, kierował dystrybucją dostaw dla ludności, która zaczynała cierpieć na choroby spowodowane niedoborem żywności.

## Przejęcie kontroli nad wyspą Gozo
28 października 1798 roku, na rozkaz Horatio Nelsona kapitan Alexander Ball wezwał pułkownika Lockeya, francuskiego komendanta na Gozo do poddania się, na co wojskowy zgodził się. 
Warunki kapitulacji przewidywały, że Francuzi zrzekną się Cytadeli z honorami wojennymi i w niewoli nie będą poddawani karom cielesnym oraz ponadto zostaną przewiezieni do ojczyzny na brytyjskich okrętach wojennych pod warunkiem, że nie będą brać udziału w wojnie przeciwko Wielkiej Brytanii do czasu repatriacji podobnej liczby brytyjskich jeńców wojennych. Wszystkie zapasy w Cytadeli miały zostać przekazane kapitanowi Johnowi Cresswellowi z Królewskiej Marynarki Wojennej, który podpisał warunki kapitulacji.
Tego samego dnia francuscy żołnierze w liczbie 217, poddali się bez walki i przekazali Brytyjczykom wyspę Gozo, fortyfikacje, 24 działa, dużą ilość amunicji i 3200 worków kukurydzy. Następnego dnia przekazano Cytadelę pod kontrolę powstańców.
Archiprezbiter Saverio Cassar rozpoczął zarządzanie wyspą w imieniu króla Ferdynanda III z Sycylii. W skład rządu tymczasowego weszli Maltańczycy i - jako doradcy - Brytyjczycy. Jedną z pierwszych decyzji nowych władz było rozprowadzenie przejętych od Francuzów zapasów żywności pomiędzy 16 000 mieszkańców wyspy, jednak na żądanie Brytyjczyków, większość zapasów - pomimo niezadowolenia mieszkańców - ostatecznie przekazano maltańskim powstańcom z wyspy Malta, którzy ciągle prowadzili działania przeciwko francuskim żołnierzom. 
Flaga Królestwa Neapolu, która później została flagą Królestwa Obojga Sycylii, powiewała ponad Gozo, amunicja i zaopatrzenie płynęły z Neapolu, gdzie król Ferdynand wychwalał swoich „wiernych maltańskich poddanych”.
Gozo pozostało niezależne do czasu, gdy Saverio Cassar został pozbawiony władzy przez Brytyjczyków w roku 1801.

## Przejęcie kontroli nad wyspą Malta
Zmuszone do wycofania się do Valletty, francuskie siły okupacyjne musiały się zmierzyć z niedostatkiem żywności, spotęgowanym przez skuteczność brytyjskiej blokady z morza oraz oddziałów maltańskich z lądu. Małe ilości artykułów żywnościowych dotarły do Francuzów jedynie na początku 1799 roku. W tym czasie głód i choroby odbiły się w katastrofalny sposób na zdrowiu, morale oraz zdolności bojowej żołnierzy. Aby chronić zapasy, zmuszono cywilnych mieszkańców do opuszczenia miasta – ich liczba spadła z 45 tysięcy w roku 1799 do 9 tysięcy w roku 1800. W Valletcie zaczęły rozprzestrzeniać się choroby, spowodowane racjonowaniem żywności.
Przybycie awizo w styczniu 1800 roku z wiadomością o wydarzeniach 18 Brumaire’a, które uczyniły Napoleona Pierwszym Konsulem Francji, wywołało krótkie odprężenie i publiczne oświadczenie Vaubois, że miasto nigdy się nie podda, chociaż warunki ciągle się pogarszały.
W sierpniu 1800 roku sytuacja oblężonych była dramatyczna: w mieście nie było już koni i innych jucznych zwierząt, psów, kotów, królików czy drobiu, cysterny na wodę zostały opróżnione, a nawet zaczęło brakować drewna opałowego. Żołnierze byli tak zdesperowani, że rozebrali na opał fregatę „Boudeuse”, uwięzioną w porcie przez blokadę. Śmiertelność z niedożywienia i tyfusu osiągnęła w garnizonie liczbę 100 ludzi dziennie.
3 września 1800 roku - po dwuletnim oblężeniu Malty - Vaubois zwołał radę oficerów, na której jednogłośnie zdecydowano o poddaniu się. Następnego dnia wysłano posłańców do Brytyjczyków, a po południu generał Henry Pigot i komandor Martin podpisali warunki ugody z generałem Vaubois i kontradmirałem Villeneuve. Otaczający z lądu Vallettę Maltańczycy zostali całkowicie wyłączeni z negocjacji, ostatecznie ich dowódca, Alexander Ball, został później Cywilnym Komisarzem Malty. 
Warunki kapitulacji były twarde: wyspa, jej terytoria zależne, fortyfikacje i urządzenia wojskowe zostały w całości przekazane pod brytyjską kontrolę. Dotyczyło to również okrętów liniowych „Athenien” i „Dégo” oraz fregaty „Carthagénaise” (były to francuskie okręty, odebrane poprzednio joannitom). Spośród nich jedynie ten pierwszy był wyposażony na tyle dobrze, że mógł być włączony do Royal Navy, stając się HMS „Athenienne”. Pozostałe jednostki zostały rozebrane. Dwa statki dostawcze i różne mniejsze okręty wojenne zostały również zajęte.

## Skutki powstania
Po opuszczeniu Malty przez oddziały francuskie, powstańcy zostali zobowiązani do przekazania broni brytyjskim żołnierzom.  Zdobycie Malty przywróciło Brytyjczykom kontrolę nad centralną częścią Morza Śródziemnego i było ważnym krokiem do uwolnienia w 1801 roku Egiptu spod władzy francuskiej. Ważnym punktem traktatu w Amiens z tego samego roku, który przyniósł koniec francuskich wojen rewolucyjnych, było to, że Brytyjczycy mają opuścić Maltę. Rosyjski car Aleksander I mając pewne roszczenia do wyspy jako tytularny zwierzchnik joannitów żądał, aby przed zatwierdzeniem traktatu z Brytyjczykami, Malta została przekazana Rosji. Premier William Pitt Młodszy kategorycznie odmówił, wkrótce potem rozpoczęły się wojny napoleońskie z Francją, po części z powodu niewykonania tego punktu umowy przez Brytyjczyków. 
Malta pozostała w brytyjskich rękach aż do uzyskania niepodległości w 1964 roku.